# Gužva u Bostonu
Gužva u Bostonu je epizoda serijala Veliki Blek obјavljena u Lunov magnus stripu #296. Epizoda je premijerno u bivšoj Jugoslaviji objavljena u martu 1978. godine. Koštala je 10 dinara (0,53 $; 1 DEM). Imala je 66 strana. Izdavač јe bio Dnevnik iz Novog Sada. Autor naslovne stranice je Branko Plavšić.

## YU Blek
Ovo je prva epizoda YU Bleka na kome je radila grupa jugoslovenskih strip crtača i scenarista od 1978. do kraja osamdesetih godina 20. veka.  Ovu epizodu nacrtao je Branko Plavšić, a scenario napisao Svetozar Obradović.

## Kratak sadržaj
Rodija i Profesora u šumi zarobljavaju dva razbojnika u nameri da ih opljačkaju. Blek ih spašava i kreće sa njima u Bostonu da iz zatvora oslobode rodoljuba Tačera. Na putu sreću blizance Borgard, akrobate koji imaju umetničku trupu. Pridružuje im se i tako neprimećeni ulaze u grad. Jedan oficir ih je prepoznao, prati ih i šalje na njih patrolu. Skoro ceo garnizon negleskih vojnika napada Rodija i Profesora dok Blek ulazi u nečuvan zatvor i oslobađa Tačera. Svi izlaze iz grada, ali tek tada nastaju problemi.

## Reprize
U Italiji je ova epizoda reprizirana u #118 edicije Edizioni If koja je izašla u Italiji u decembru 2012. Koštala je €8. U Hrvatskoj je ova epizoda objavljena u izdanju Ludensa као #97. Objavljena je 2021. pod nazivom Bitka u Bostonu. Cena je bila 29 kuna (4 €), a u Srbiji se prodavala za 350 dinara (3 €). Epizoda je reprizirana u Srbiji u #4 integrala YU Bleka 23.10.2017. godine u izdanju Tanmpografa. Epizoda je takođe reprizirana u kolekcionarskom izdanju Blek integral (str. 23-88), posvećenom Branku Plavšiću, koje je izdalo udruženje ljubitelja stripa "Branko Plavšić". Pored ove epizode, u Integralu su štampane i epizode Blago Zelenih močvara (LMS300) i Čegrtuša i Largo (LMS389).

## Prethodna i naredna sveska V. Bleka u LMS
Prethodna epizoda Velikog Bleka nosila je naziv Rodi kao devojčica (LMS292), a naredna Blago Zelenih močvara (LMS300).